# Koos Werkeloos
Koos Werkeloos is een nummer van de Nederlandstalige band (het) Klein Orkest en afkomstig van het debuutalbum Het leed versierd uit 1983. In juli dat jaar werd het nummer op 7"-vinylsingle uitgebracht.

## Algemeen
Het is geschreven door alle bandleden Leon Smit, Harrie Jekkers, Koos Meinderts, Niek Nieuwenhuijsen en Chris Prins. De productie was in handen van Cees Schrama.
Koos Werkeloos kreeg een vervolg. Na het uiteenvallen van Klein Orkest ging Harrie Jekkers solo verder en bracht in 1988 het album Yoghurt met banaan uit; dit conceptalbum over werk bevatte het vervolgnummer Koos Werkeloos II.

## Achtergrond
Het lied kwam in een tijd van economische crisis, begin jaren tachtig. De coupletten beginnen steeds met "Wam! Wam! Wam! Wam! Wam! Wam! Wam! Wam! Wam," maar dat wordt ook steeds door de tekst heen gezongen door de hele groep. Het lied zelf, behalve het refrein, wordt gezongen door alleen Jekkers en gaat over een zekere schoolverlater "Koos" die werkeloos is en allerlei redenen verzint om niet te hoeven werken. Hij wil "niet achter de lopende band", "geen vakken vullen" en "geen zakken vullen van de fabrikant". Zijn zwager "Jan" spreekt er schande van en vindt dat hij zijn handen moet gebruiken en gaan werken. Volgens Koos werkt zijn zwager echter met zijn ellebogen en heeft hij zijn "schapen op het droge" en kan wat hem betreft verbranden. Hij wil alleen maar werken in een leuke baan. Hij wil van het leven genieten, zoals bijvoorbeeld gaan vissen aan de waterkant. Wel doet hij zijn beklag met "Sorry dat ik besta" over het korten van de minima door de regering ("Politieke Haagse maffia"), dat ze zelf maar moeten betalen en er bij hem niets valt te halen. Hij ziet voor hem een goede toekomst, computers zullen veel werk overnemen, in de vrijgekomen tijd weet Koos Werkeloos zich wel te vermaken. Opmerkelijk is dat Chris Prins destijds werkzaam was in de automatisering. Het laatste couplet eindigt met "Wam! Wam! Wam! Wam! Wam! WamWahawam!"

## Hitnoteringen
De plaat werd in juli 1983 als single uitgegeven en de tweede van drie singles van Klein Orkest die in Nederland veel gedraaid werden op de landelijke radiozenders. 
De plaat werd op maandag 11 juli 1983 door dj Frits Spits en producer-invaller Tom Blomberg in het radioprogramma De Avondspits verkozen tot de 254e NOS Steunplaat van de week op Hilversum 3 en werd een radiohit in de destijds drie landelijke hitlijsten op de nationale publieke popzender. In de Nationale Hitparade stond de plaat acht weken genoteerd met als hoogste positie nummer 14; in de Nederlandse Top 40 stond de plaat vijf weken genoteerd met als hoogste positie nummer 17 en in de TROS Top 50 werd de 15e plaats bereikt en stond de plaat vijf weken genoteerd in de lijst. In de Europese hitlijst op Hilversum 3, de TROS Europarade, werd géén notering behaald.
In België (Vlaanderen) werd géén notering behaald in zowel de voorloper van de Vlaamse Ultratop 50 als de Vlaamse Radio 2 Top 30.
De B-kant van de single werd gevormd door De laarzen, eveneens geschreven door alle leden van Klein Orkest. Het is min of meer een reactie op Koos Werkeloos (o.a: "Die WW klopt van geen kant, het lijkt hier wel luilekkerland"). Ook andere acties van "het tuig" zoals kraken zouden bestraft moeten worden door de "burgers van ’t gezond verstand". "Geef hen de macht maar, de laarzen staan al klaar" en "Naar een werkkamp allemaal" zijn verwijzingen naar de enige oplossing: militarisme, terug te vinden in de slotregel "’t Is tijd dat er weer oorlog komt". De single verscheen tussen de twee albums Het leed versierd en Later is al lang begonnen in. Toen het eerste album in 1983 voor een herpersing in aanmerking kwam, werd Koos Werkeloos alsnog aan de tracklijst van dat album toegevoegd (De laarzen stond al op dat album).